# منتخب السويد لكرة اليد الشاطئية للسيدات
منتخب السويد لكرة اليد الشاطئية للسيدات هو ممثل السويد الرسمي في المنافسات الدولية في كرة اليد الشاطئية للسيدات
.